# Deuxième bataille de Panipat
La deuxième bataille de Panipat du 5 novembre 1556 marque une date importante dans l'histoire de l'Inde car elle symbolise la chute du pouvoir afghan et le rétablissement de l'Empire moghol.

## Le contexte
Le 24 janvier 1556, Humâyûn tombe de l'échelle de sa bibliothèque et trouve la mort. Son fils Akbar, alors âgé seulement de treize ans, se retrouve à la tête d'un territoire qui comprend Kaboul, Kandahar, une partie du Pendjab et Delhi. Il est alors en campagne au Penjab avec son tuteur Bairam Khân qui le fait couronner empereur le 14 février suivant dans un jardin de Kalanaur dans la région de Gurdaspur.
Hemou est alors le commandant en chef de l'empereur afghan Muhammad Adil Shah (en) qui s'était installé à Chunar (en) et cherchait à expulser les Moghols hors de l'Inde. Profitant de la mort de Humayun, Hemou marche sur Âgrâ et Delhi en octobre et les occupe sans difficulté. Grisé par ses succès militaires, Hemou affirme son indépendance du pouvoir afghan et se proclame roi sous le titre de Râja Bikramâjit, une forme de Râja Vikramâditya. Bairam Khân marche alors sur Delhi.

## La bataille
Le 5 novembre, les deux armées se rencontrent à Pânipat. Hemou possède une grande armée comprenant 30 000 Rajputs et une cavalerie d'élite afghane soutenue par 1 500 éléphants de guerre. Alors que l'issue de la bataille lui semble favorable, une flèche se fiche dans son œil et il tombe sans connaissance. La perte de leur chef provoque la panique parmi ses troupes et les Moghols remportent la bataille.

## Conséquences
Hemou est capturé et amené, sans connaissance, à Akbar et Bairam. Bairam demande à l'empereur, alors âgé de 14 ans, de l'exécuter ce qui lui permettra de porter le titre de Ghâzi ou « tueur d'infidèles ». Akbar décapite alors Hemou, ou se contente de toucher la tête avec son sabre, laissant ce devoir sanglant à son entourage. La tête est envoyée comme symbole de la victoire aux femmes du harem d'Humâyûn à Kaboul et le torse à Delhi pour être exposé sur un gibet. L'épouse de Hemou réussit toutefois à s'échapper de Delhi avec le trésor et ne sera jamais retrouvée. Suivant la tradition des Timourides, les prisonniers de guerre sont décapités et leurs têtes rassemblées en pyramides de crânes ou piliers de la victoire (voir : Massacre d'Ispahan).

### Source
- Louis Frédéric, Dictionnaire de la civilisation indienne, Robert Laffont, 1987, 1276 p. (ISBN 2-221-01258-5)